# Adelotypa penthea
Espèce
Adelotypa penthea est une espèce d'insectes lépidoptères (papillons) de la famille des Riodinidae et du genre Adelotypa.

## Dénomination
Adelotypa penthea a été décrit par Pieter Cramer en 1777 sous le nom de Papilio penthea.
Synonymes : Lemonias pentheus Butler, 1867.

## Liste des sous-espèces
Selon BioLib (18 décembre 2020) :
- sous-espèce Adelotypa penthea penthea (Cramer, 1777) - Guyane, Guyana, Surinam
- sous-espèce Adelotypa penthea auseris (Hewitson, 1863) - Brésil, Pérou
- sous-espèce Adelotypa penthea nitelina (Stichel, 1910) - Pérou

### Nom vernaculaire
Il se nomme Penthea Metalmark en anglais.

## Description
Adelotypa penthea est un papillon  au dessus orange nacré avec une ligne submarginale d'ocelles discrets aux antérieures vers l'apex, limités à un cercle clair, centrés de noir sur le reste des antérieures et aux postérieures. Le revers est beige doré avec la même ligne submarginale d'ocelles pupillés de foncé aux postérieures.

## Écologie et distribution
Adelotypa penthea est présent en Guyane, au Guyana, au Surinam, au Brésil et au Pérou.

### Protection
Pas de statut de protection particulier.